# 2007 في مصر
فيما يلي قوائم الأحداث التي وقعت خلال عام 2007 في مصر.

## أحداث
- 1 يناير – مهرجان القاهرة السينمائي الحادي والثلاثون

## أفلام
من الأفلام التي صدرت هذه السنة في مصر:
- 1 يناير – أحلام الفتى الطايش
- 1 يناير – أحلام حقيقية
- 1 يناير – ألوان السما السبعة
- 1 يناير – أنا مش معاهم
- 1 يناير – اثنين على الرصيف
- 1 يناير – استغماية من إخراج عماد البهات.
- 1 يناير – الأولة في الغرام
- 1 يناير – التوربيني
- 1 يناير – الجزيرة من إخراج شريف عرفة.
- 1 يناير – الحب كدة
- 1 يناير – الدرملي فقري تملي
- 1 يناير – الماجيك
- 1 يناير – الولا هيما
- 1 يناير – بلد البنات
- 1 يناير – جوبا
- 1 يناير – حسن طيارة
- 1 يناير – حين ميسرة من إخراج خالد يوسف.
- 1 يناير – خليج نعمة من إخراج مجدي الهواري.
- 1 يناير – خليك في حالك من إخراج أيمن مكرم.
- 1 يناير – خمس نجوم
- 1 يناير – صباحو كدب من إخراج محمد النجار.
- 1 يناير – طاطا نام طاطا قام
- 1 يناير – عجميستا
- 1 يناير – علاقات خاصة
- 1 يناير – عين شمس من إخراج إبراهيم البطوط.
- 1 يناير – غرفة 707
- 1 يناير – كشف حساب
- 1 يناير – مجانين نص كوم
- 1 يناير – نقطة رجوع
- 1 يناير – هي فوضى؟ من إخراج يوسف شاهين، خالد يوسف.
- 1 يناير – وينغروف
- 6 يناير – 45 يوم من إخراج أحمد يسري.
- 14 فبراير – مفيش غير كده
- 27 فبراير – شارع 18
- 14 مارس – في شقة مصر الجديدة من إخراج محمد خان.
- 1 يونيو – تيمور وشفيقة من إخراج خالد مرعي.
- 1 يوليو – كركر من إخراج علي رجب.
- 4 يوليو – مرجان أحمد مرجان من إخراج علي إدريس.
- 15 يوليو – الشبح من إخراج عمرو عرفة.
- 25 يوليو – الشياطين
- 25 يوليو – حوش إللي وقع منك من إخراج أحمد الجندي.
- 1 أغسطس – البلياتشو من إخراج عماد البهات.
- 10 أكتوبر – أسد وأربع قطط
- 10 أكتوبر – عصابة الدكتور عمر من إخراج علي إدريس.
- 17 ديسمبر – شيكامارا من إخراج أيمن مكرم.
- 20 ديسمبر – خارج على القانون من إخراج أحمد نادر جلال.

## كتب
من الكتب التي صدرت هذه السنة في مصر:
- 1 يناير – اليوم الثاني والعشرون من تأليف محمد علاء الدين.
- 1 يناير – شيكاجو من تأليف علاء الأسواني.
- 1 يناير – فكرة فابتسامة من تأليف يحيى حقي.

## وفيات

### يناير
- 5 يناير – سعاد نصر (مواليد 1953) ممثلة مصرية.
- 14 يناير – أحمد محمد عوف (مواليد 1936) كاتب مصري.
- 15 يناير – إيزاك فانوس (مواليد 1919)

### فبراير
- 26 فبراير – هلال السعيد (مواليد 1940) صحفي مصري.

### مايو
- 16 مايو – جوهر جاسباريان (مواليد 1924)
- 31 مايو – فتحية نكروما (مواليد 1932)

### يونيو
- 27 يونيو – أشرف مروان (مواليد 1944) رجل أعمال مصري.

### أكتوبر
- 31 أكتوبر – أحمد شفيق (مواليد 1933) جراح مصري.

### نوفمبر
- 12 نوفمبر – يونس شلبي (مواليد 1941) ممثل مصري.

### ديسمبر
- 6 ديسمبر – بدوي عبد الفتاح (مواليد 1935) لاعب كرة قدم.
- 18 ديسمبر – مراد غالب (مواليد 1922)